# Папуа — Новая Гвинея
Па́пуа — Новая Гвине́я (англ. Papua New Guinea [ˈpæpuːə njuː ˈɡɪni] (тж. ˈpɑːpuːə, ˈpæpjuːə), ток-писин Papua Niugini, хири-моту Papua Niu Gini; полное название — Независимое Государство Папуа Новая Гвинея, англ. Independent State of Papua New Guinea, ток-писин Independen Stet bilong Papua Niugini, хири-моту Independen Stet bilong Papua Niu Gini) — государство в Океании, расположенное в юго-западной части Тихого океана и занимающее восточную часть острова Новая Гвинея, архипелаг Бисмарка, северную часть Соломоновых островов (о-ва Бугенвиль, Бука), о-ва Д’Антркасто и др.
Площадь — 462 840 км². Население — 7 275 324 человека (2011) — главным образом, папуасы и меланезийцы. Городское население — 15,2 % (на 1991 г.).
Столица — Порт-Морсби. Официальные языки — английский, ток-писин и хири-моту; является страной с наибольшим количеством языков в мире. Бо́льшая часть населения — христиане, остальные придерживаются местных традиционных верований.
Административно-территориальное деление — 22 провинции. Входит в Содружество наций. Глава государства — британский король, представленный генерал-губернатором. Законодательный орган — Национальный парламент.

## Этимология

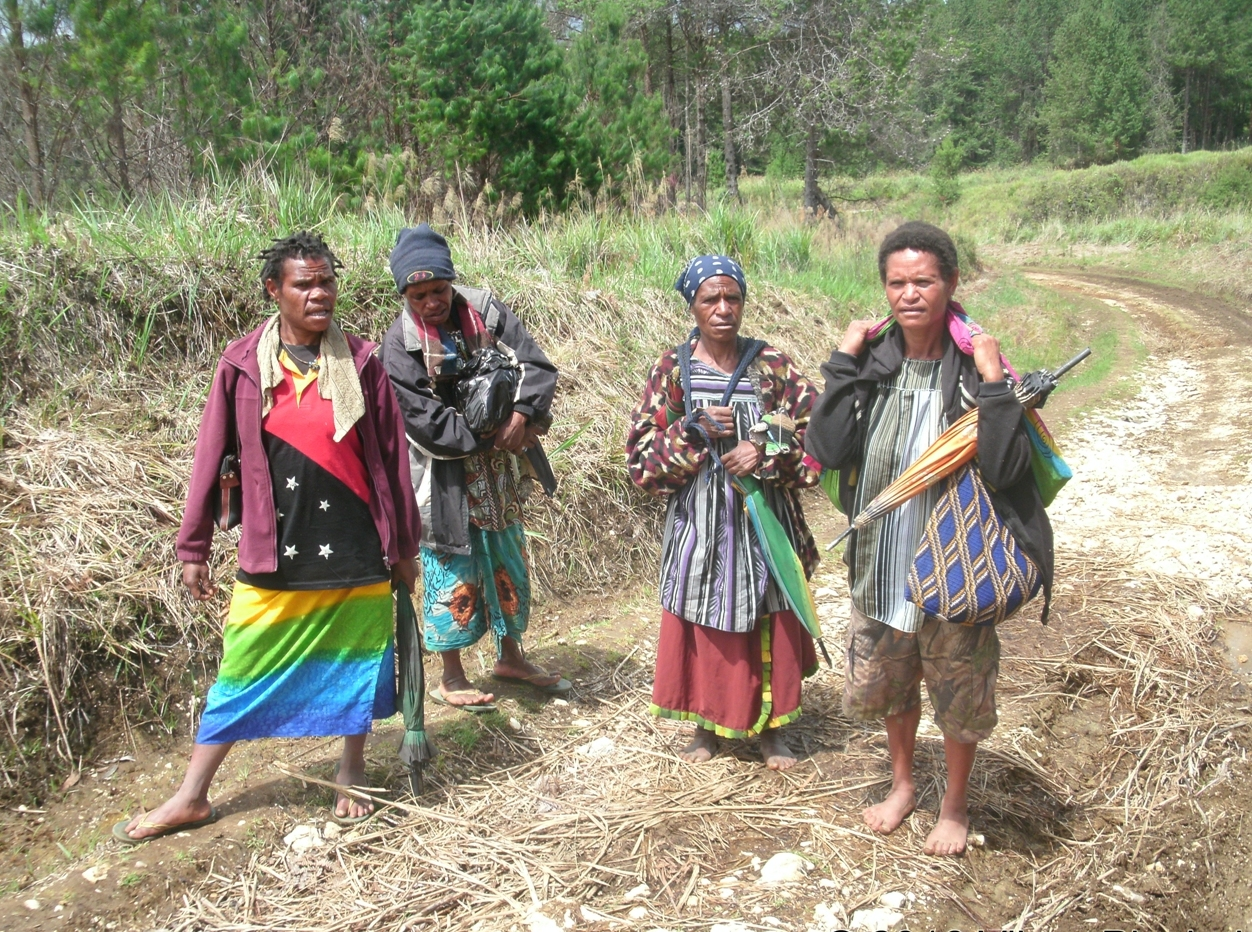
Женщины из провинции Уэстерн-Хайлендс

Название «Папуа» происходит от малайского слова папува, что в переводе на русский язык означает «курчавый» (по другой версии — от оранг папуа — «курчавый черноголовый человек»). Такое название острову Новая Гвинея дал португалец Жоржи ди Менезиш в 1526 году, отметив внешний вид волос местных жителей. В 1545 году остров посетил испанский мореплаватель Иньиго Ортис де Ретес и дал ему название «Новая Гвинея», так как, по его мнению, местные жители были похожи на аборигенов Гвинеи в Африке (возможно, он усмотрел сходство очертаний берегов нового острова и территории африканской Гвинеи).
C начала европейской колонизации и до обретения независимости страна несколько раз меняла своё официальное название. Юго-восточная часть в 1884—1906 годах именовалась Британской Новой Гвинеей, а в 1906—1949 — Папуа (под контролем Австралии). Северо-восточная часть сначала была колонией Германии и в 1884—1920 носила название «Германская Новая Гвинея» (с 1914 под контролем Австралии), а в 1920—1949 годах, согласно решению Лиги наций, была переименована в «Территорию Новая Гвинея», подмандатную Австралии. В 1949 году две австралийские колонии были объединены в одну — Территорию Папуа и Новой Гвинеи. В 1972 году провинция получила название «Территория Папуа — Новая Гвинея». С 1975 года название «Папуа — Новая Гвинея» стало официальным для нового независимого государства.

## Физико-географическая характеристика

### Географическое положение и рельеф
Государство Папуа — Новая Гвинея расположено в западной части Тихого океана, севернее Австралии и недалеко от экватора. Страна занимает восточную часть острова Новая Гвинея, расположенный на северо-восток от него архипелаг Бисмарка (в состав которого входят крупные острова Новая Британия, Новая Ирландия, а также острова Адмиралтейства, Табар, Лихир, Танга, Фени, Сент-Маттиас и другие), расположенную к востоку северную часть Соломоновых островов (с наибольшими островами Бугенвиль и Бука), расположенные к юго-востоку от главного острова Д’Антркасто, Муруа (Вудларк), Тробриан, архипелаг Луизиада, а также другие близлежащие острова и рифы (всего более 600).

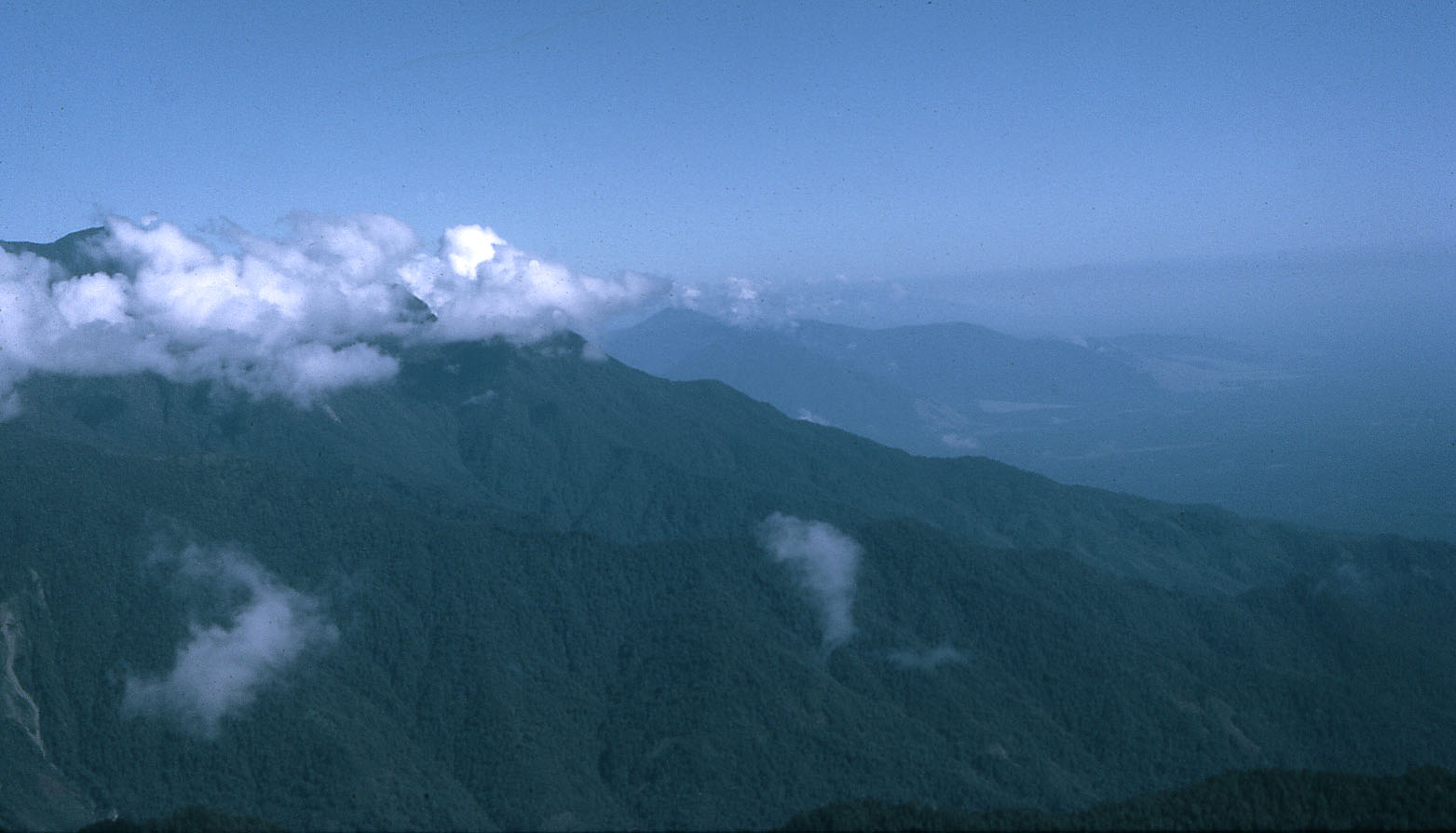
Хребет Оуэн — Стэнли.

Папуа — Новая Гвинея омывается Арафурским, Коралловым, Соломоновым и Новогвинейским морями, а также Тихим океаном. От Австралии страна отделена Торресовым проливом, шириной около 160 км. Государство имеет сухопутную границу только с Индонезией (на западе), которая проведена по 141 меридиану и только на небольшом участке отклоняется на запад вместе с рекой Флай. По морю граничит с Австралией (на юге), Соломоновыми Островами (на юго-востоке), Науру (на востоке) и Федеративными штатами Микронезии (на севере).
Остров Новая Гвинея и большинство других островов страны имеют горный рельеф. Высота значительной части территории более 1000 м над уровнем океана, а некоторые вершины Новой Гвинеи достигают 4500 м, то есть пояса вечных снегов. Многие из горных хребтов представляют собой цепи вулканов. В Папуа — Новой Гвинее 18 действующих вулканов. Большая часть из них находится на севере страны. С вулканической активностью сопряжены и сильные, подчас катастрофические землетрясения.
Главные хребты восточной части острова Новая Гвинея начинаются полосой 50 км прямо от границы с Индонезией (горы Стар, которые являются продолжением Снежных гор), постепенно расширяясь до 250 км в центральной части (хребет Сентрал-Рейндж, хребет Бисмарка с наивысшей точкой страны — горой Вильгельм — высотой 4509 м, хребет Шредера, хребет Мюллера и другие). Далее на юго-восток горы становятся уже и ниже (переходят в хребет Оуэн-Стэнли, с максимальной высотой 4072 — гора Виктория) и у юго-восточной оконечности острова погружаются под воду. Некоторые пики возвышаются над водой, образуя архипелаг Луизиада. Северные склоны этих гор крутые, а южные пологие. Южную предгорную зону хребта Сентрал-Рейндж обычно называют плато Папуа. Чем ближе к морю, тем это плато ниже, и постепенно переходит в заболоченную низменность.
Параллельно центральным горам на территорию Папуа — Новой Гвинеи из Индонезии заходят низкие отроги Северных береговых гор: частично горы Бевани (высотой до 1960 м), горы Торричелли (наивысшая точка — гора Сулен, высотой 1650 м), горы Принца Александра (наивысшая точка — гора Туру, высотой 1240 м). Береговые горы заканчиваются низменностью (долины рек Сепик и Раму). Как часть этих гор часто рассматривают горы Адельберт (наивысшая точка — гора Менгам, высотой 1718 м), лежащие на правом берегу реки Раму недалеко от устья, а также горы Финистер и Сарувагед, расположенные на полуострове Хуон, с наибольшей высотой 4121 м (гора Бангета). Помимо главного острова, значительные хребты есть на островах Новая Британия (хребет Уайтман, горы Накани и Баининг, с наибольшей высотой 2334 м — вулкан Улавун) и Новая Ирландия (хребты Шейниц и Воррон, с высотами до 2340 м).

### Геология

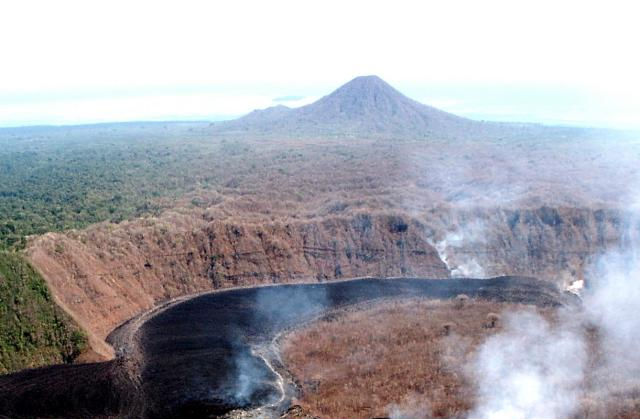
Кратер вулкана Лоло.

Папуа — Новая Гвинея расположена в геологически активном регионе на стыке Австралийской (движущейся на север со скоростью 7 см/год) и Тихоокеанской (движущейся на запад со скоростью 10 см/год) литосферных плит. Остров Новая Гвинея расположен на северной оконечности Австралийской плиты и является частью доисторического суперматерика Сахул (Меганезия). В геологическом отношении страна делится на две главных геологических провинции: платформу Флай, расположенную на Австралийской плите и орогенную зону Новая Гвинея, находящуюся на стыке плит.
Платформа Флай представляет собой низменность, сложенную осадочными отложениями, накапливавшимися с мезозойской эры до четвертичного периода. Орогенная зона Новая Гвинея состоит из различных деформированных осадочных, метаморфических и вулканических пород (включая интрузивные). Эта зона включает в себя области складчатости (Папуанскую, Новогвинейский надвиговый пояс, надвиговый пояс Оэун-Стэнли), островные дуги (Меланезийские дуги) и внутренние небольшие морские бассейны.
Папуанская складчатая область с хребтами Сентрал-рейндж и плато Папуа образована горизонтальным сдавливанием горных пород и покрыта толстым слоем осадочных карбонатных отложений миоценового времени. Новогвинейский надвиговый пояс расположен севернее папуанской складчатости и в рельефе представлен Береговыми горами. Он сложен преимущественно гнейсами, образованными при средних давлениях при метаморфизме осадочных и вулканических пород. Реже встречаются гнейсы, образованные при высоких давлениях. Надвиговый пояс был образован в два этапа: в южной части активность отмечалась в позднем Меловом периоде, а в северной части — эоцене — олигоцене (с образованием интрузивных минералов габбро и базальта в горах Торричелли). Надвиговый пояс Оуэн-Стэнли образовался юго-западнее папуанской складчатой области в результате сдвига, мало заметного в современном рельефе. Пояс сложен осадочными породами, накапливавшимися с мелового периода до миоцена, с включениями метаморфических пород высокого давления. Острова Меланезийской дуги (Новая Британия, Новая Ирландия, острова Адмиралтейства и другие более мелкие) сложены в основном интрузивными вулканическими породами эоцен-олигоценового времени с небольшими включениями остатков более древних пород. В миоцене и раннем плиоцене вулканические процессы в этом районе ослабли и поверхность островов была покрыта сериями карбонатных отложений. С плиоценового времени и по настоящее время вулканическая активность наблюдается только на Новой Британии и цепи островов Умбой — Манам. Лавы имеют преимущественно карбонатный состав.

### Полезные ископаемые

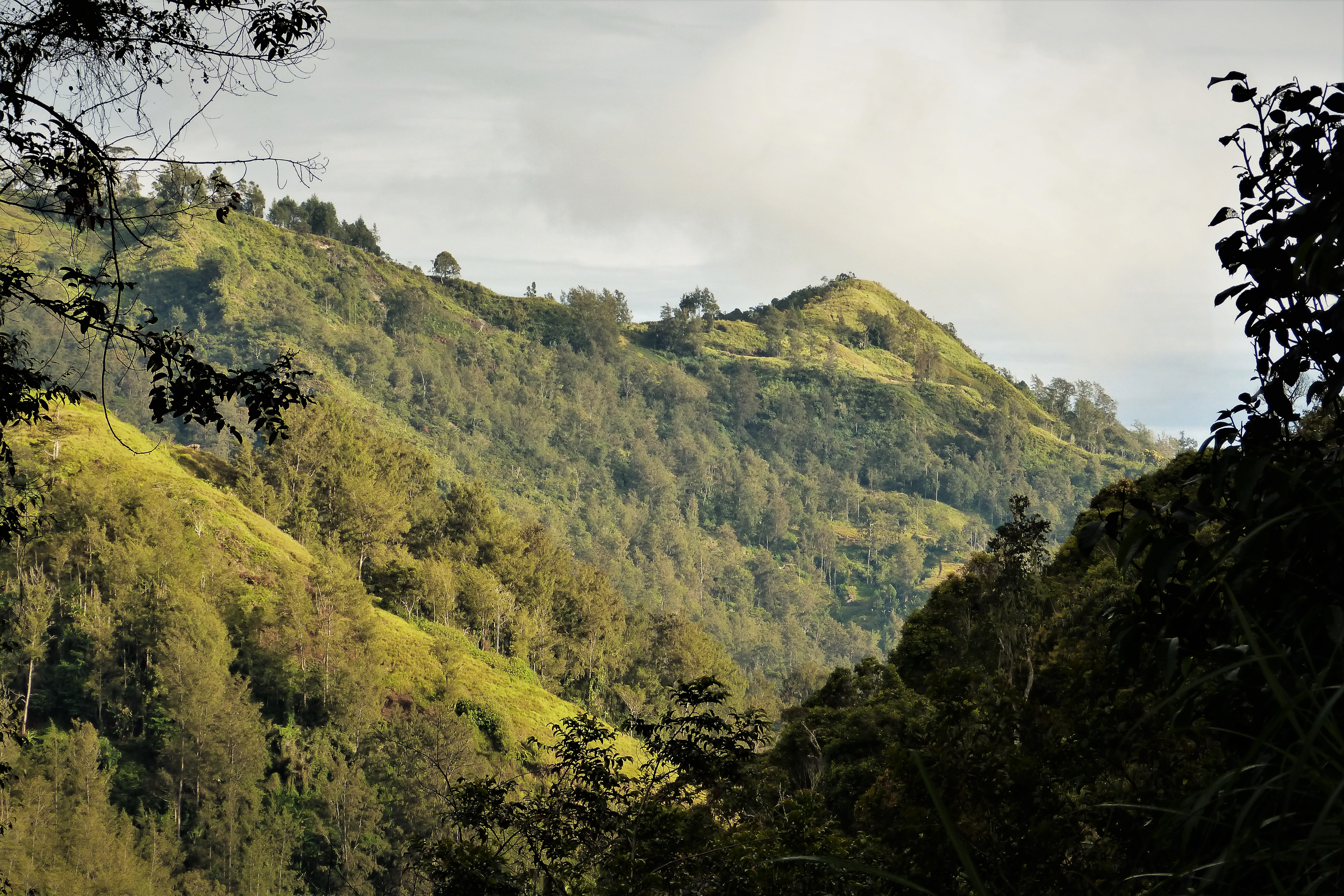
Лесистые горы страны

Страна обладает промышленно значимыми запасами некоторых полезных ископаемых. Первое из месторождений полезных ископаемых (золота) было открыто ещё в 1888 году на острове Ванатинаи, однако оно вскоре было исчерпано. По состоянию на 2008 год производится промышленная добыча меди, золота, молибдена, серебра, теллура, никеля, кобальта, природного газа, нефти и цементного сырья.
Известно 4 крупных месторождений меди: Нена (провинция Сандаун, запасы оцениваются в 32 млн тонн руды с содержанием меди 2,3 %), Ок-Теди (Западная провинция, запасы оцениваются в 510 млн тонн руды с содержанием меди 0,69 %), Пангуна (Автономный регион Бугенвиль, запасы оцениваются в 710 млн тонн руды с содержанием меди 0,4 %), Уафи (провинция Моробе, запасы оцениваются в 19 млн тонн руды с содержанием меди 1,4 %). Промышленная добыча производится только на месторождении Ок-Теди, на котором разработка производится открытым способом. В 2008 году на данном месторождении было добыто 187 000 тонн меди. Месторождение Пангуна не разрабатывается с мая 1989 года из-за гражданских конфликтов на острове. Планируется возобновление добычи.
В 2008 году в стране было добыто 65 тонн золота. По данным геологической службы США, Папуа — Новая Гвинея по добыче золота занимает 11 место в мире, а общие запасы золота оцениваются в 2300 тонн. Крупнейшими месторождениями являются: Лихир (провинция Новая Ирландия, запасы оцениваются в 188 млн тонн руды с содержанием золота 3,6 грамм на тонну; в 2008 году добыто 24 тонн золота), Ок-Теди (запасы оцениваются в 510 млн тонн руды с содержанием золота 0,63 грамм на тонну; в 2008 году добыто 16 тонн золота), Пангуна (запасы оцениваются в 710 млн тонн руды с содержанием золота 0,49 грамм на тонну), Поргера (провинция Энга, запасы оцениваются в 65,4 млн тонн руды с содержанием золота 4,6 грамм на тонну; в 2008 году добыто 19 тонн золота), Толукума (Центральная провинция, запасы оцениваются в 700 тысяч тонн руды с содержанием золота 13,3 грамм на тонну; в 2008 году добыто 2 тонн золота) и другие. Добыча производится как в открытых карьерах, так и в шахтах. По результатам геологической разведки происходит открытие новых месторождений, многие из которых могут иметь промышленное значение.
Крупнейшим месторождением серебра в стране был рудник Мисима, расположенный на одноимённом острове в провинции Милн-Бей. В 1991 году на нём было добыто 100 тонн серебра. Месторождение обладало запасами 35,7 млн тонн руды с содержанием серебра 11,0 грамм на тонну. Из-за истощения запасов в 2001 году рудник был закрыт. В 2008 году было добыто 52 тонн серебра на двух рудниках: в месторождении Ок-Теди (48 тонн серебра) и в месторождении Поргера (4 тонны серебра). Остаётся законсервированным крупное месторождение Пангуна (запасы оцениваются 530 млн тонн руды с содержанием серебра 1,18 грамм на тонну). Известны также промышленно значимые месторождения молибдена (запасы оцениваются в 21 300 тонн), теллура, никеля и кобальта (сообщается о готовности добывать 31 500 тонн никеля и 3300 тонн кобальта ежегодно в течение 20 лет), которые пока не разрабатываются.
Папуа — Новая Гвинея обладает также и значимыми запасами углеводородов. Есть одно месторождение природного газа (Хайдес Газфилд, провинция Саутерн-Хайлендс) — в 2008 году здесь было добыто 135 млн м³ газа; и несколько месторождений нефти — в основном в районе озера Кутубу (по состоянию на 2008 год запасы оцениваются в 12,1 млн тонн.; добыча сырой нефти — 12,400 млн баррелей).

### Гидрология

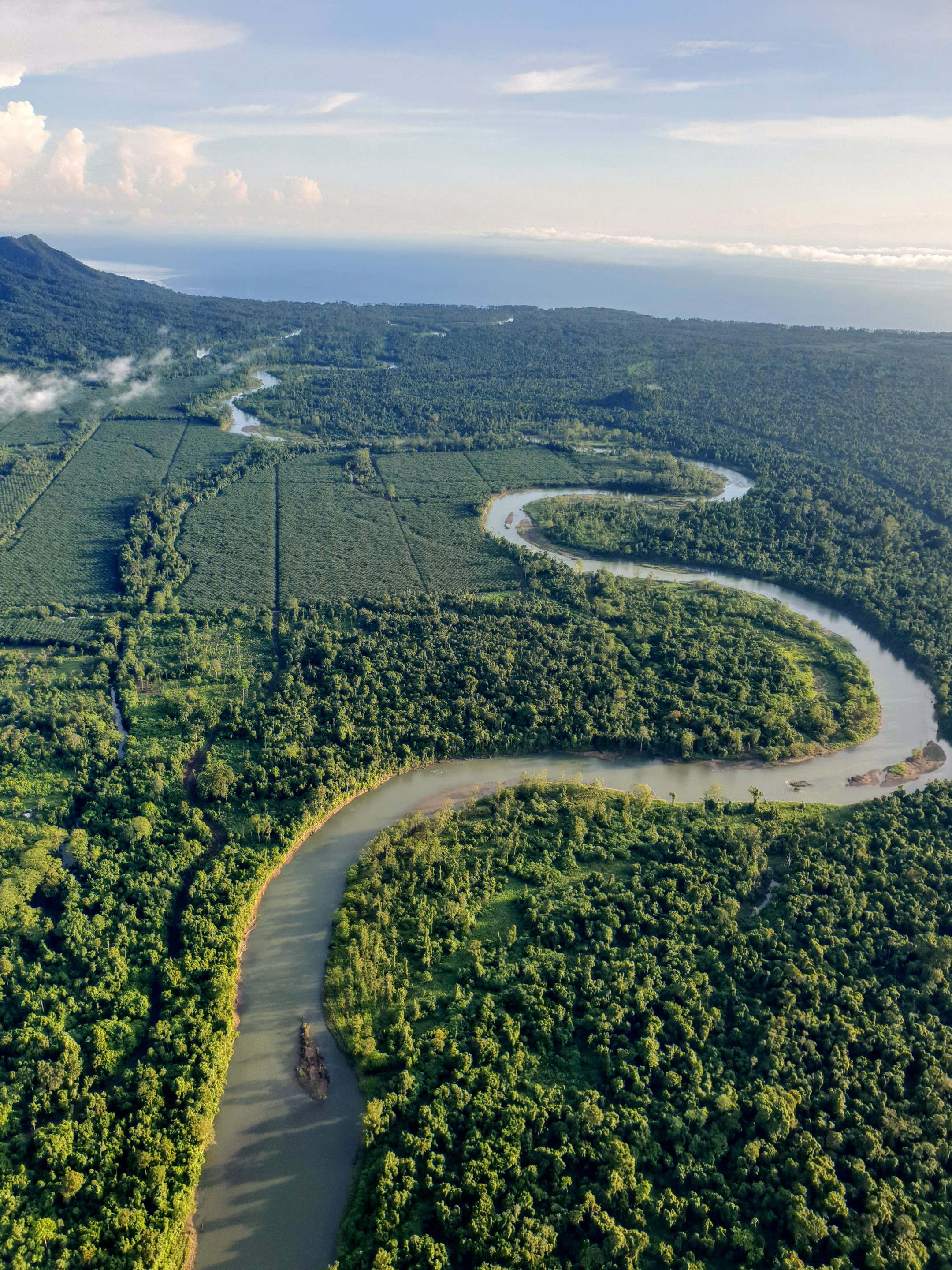
Река на Папуа

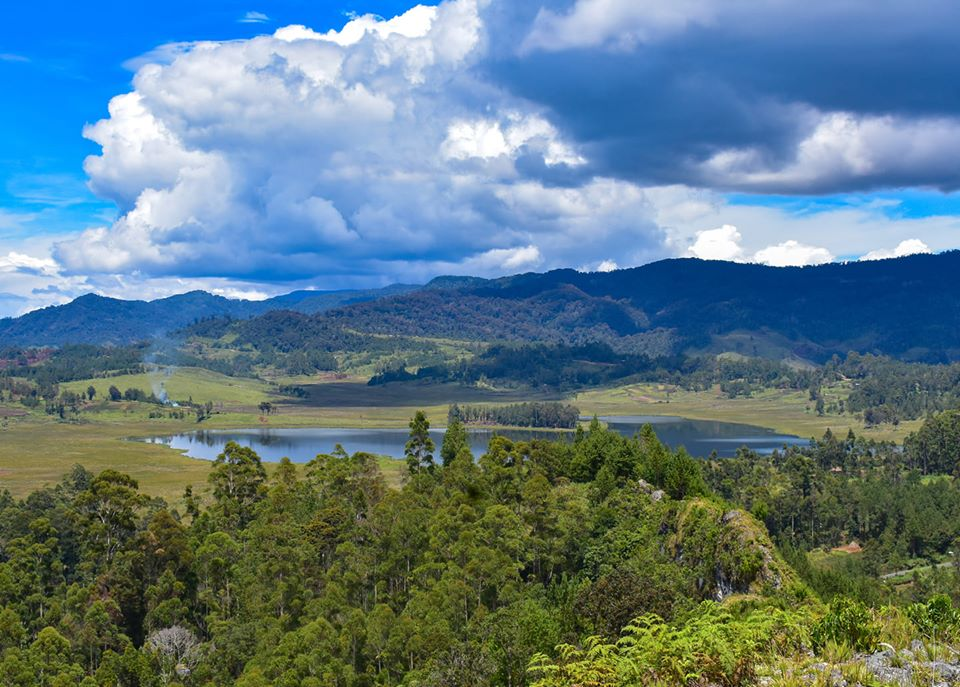
Озеро Сирунки

На островах, входящих в состав Папуа — Новой Гвинеи, довольно густая речная сеть. Реки берут начало в горах и стекают в океан. В периоды ливней реки разливаются и затопляют большие территории, превращая многие районы в болота. Особенно много болот на острове Новая Гвинея. С широким распространением заболоченных мест связано и распространение малярии.

### Климат
Климат страны — тропический, на большей части территории — влажный. Изменения температуры в течение года незначительны. Средняя суточная температура — около 26°. Времена года различаются лишь по количеству осадков — сухой сезон и сезон дождей. В разных местах эти сезоны приходятся на разные месяцы.
Жарким, однако, можно считать климат лишь береговых областей страны. Горные же области существенно отличаются по своему климату от равнин. Там температура ниже и выпадает больше осадков. Выше 2500—3000 м средняя суточная температура воздуха — не более 10 °C. Эти области не заселены.

### Флора и фауна

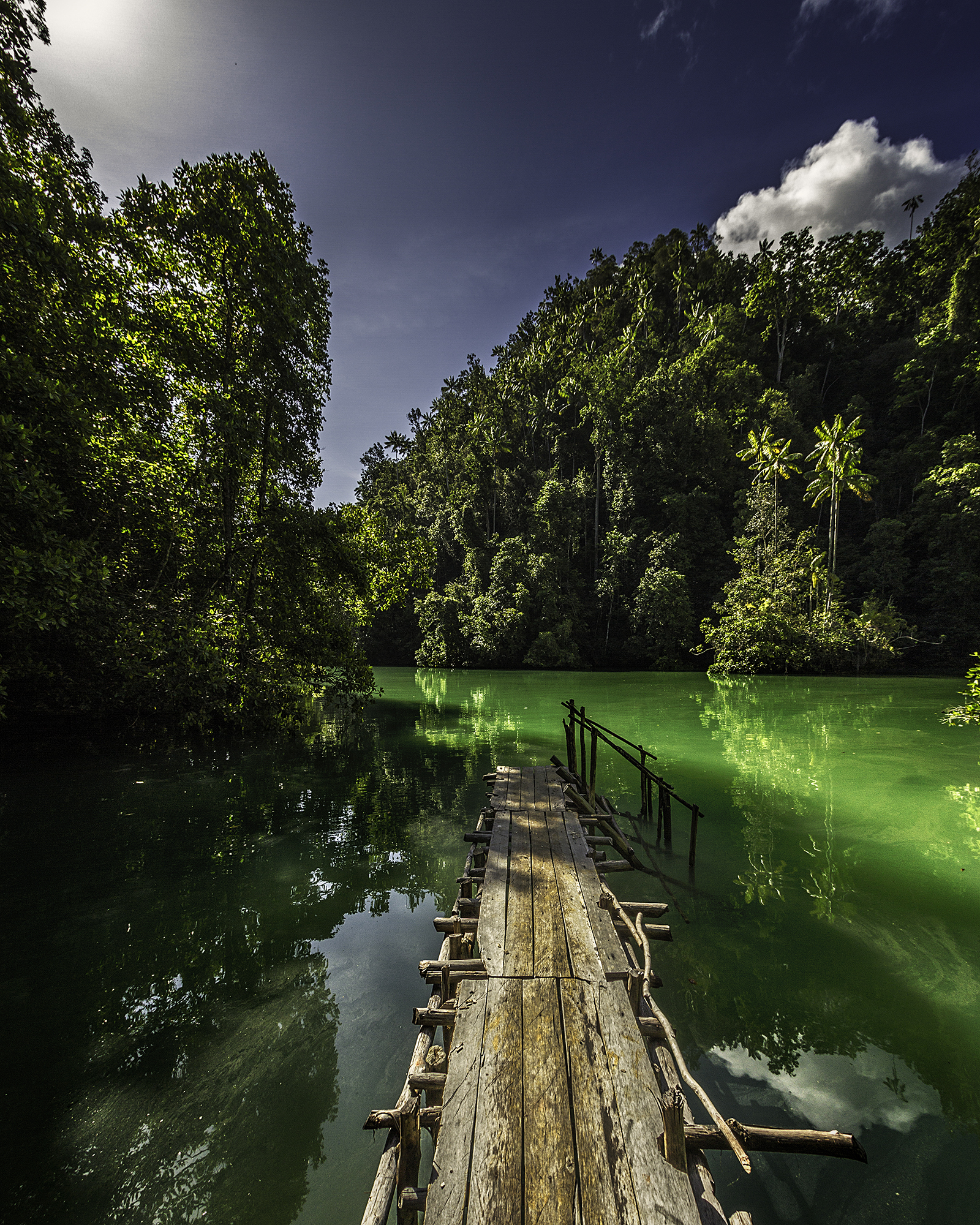
Джунгли страны

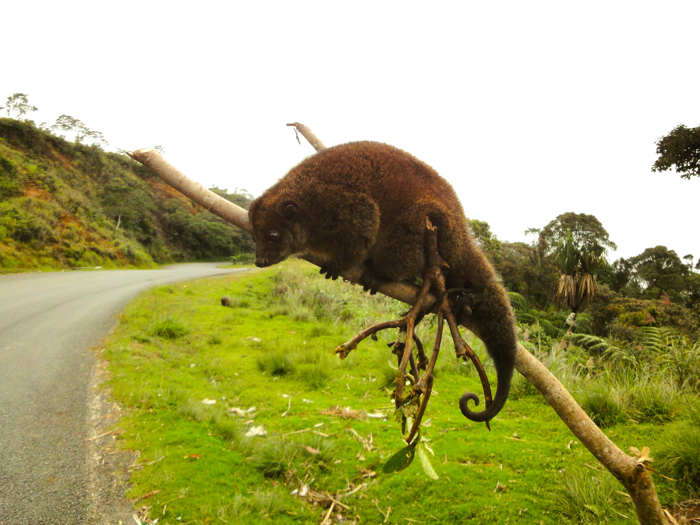
Кускус

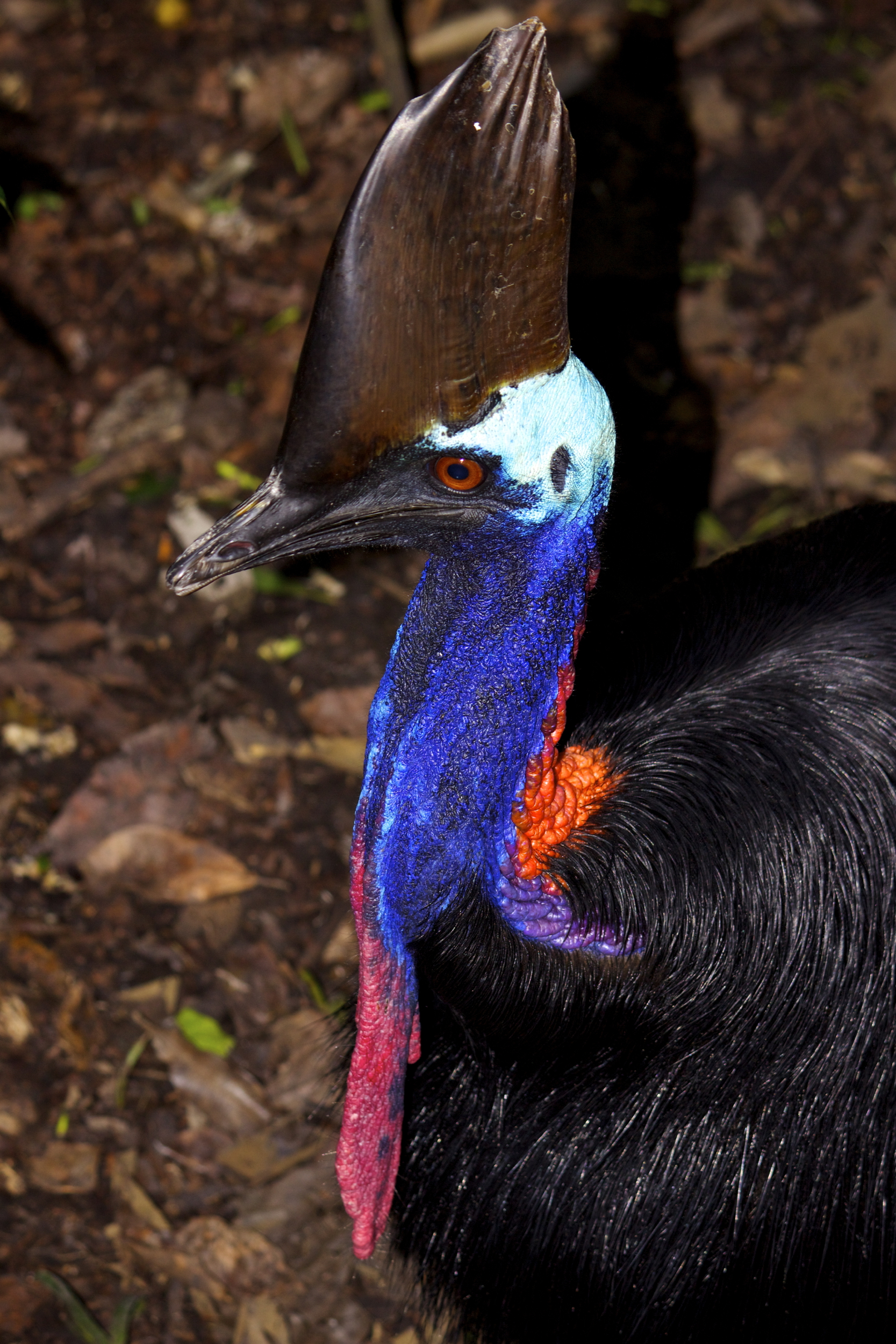
Casuarius casuarius

Растительность и животный мир Папуа — Новой Гвинеи богаты и разнообразны. Там произрастает более 20 тысяч видов растений. Вдоль берегов острова Новая Гвинея протягивается широкая (местами до 35 км) полоса мангровой растительности. Эта топкая зона совершенно непроходима, и её можно пересечь, только плывя по рекам. Вдоль рек растут заросли дикого сахарного тростника, а на заболоченных местах — рощи саговых пальм.
Густые влажные тропические леса, образованные сотнями видов деревьев, поднимаются по склонам гор. Однако теперь там есть также плантации и огороды. Растут кокосовые пальмы, бананы, сахарный тростник, дынное дерево, клубнеплоды — таро, ямс, батат, маниока и другие культуры. Огороды чередуются с лесами. Участки земли возделываются лишь 2—3 года, затем на 10—12 лет зарастают лесом. Таким образом восстанавливается плодородие.
Выше 1000—2000 м леса становятся более однообразными по составу, в них начинают преобладать хвойные породы, особенно араукарии. Эти деревья имеют хозяйственное значение: их древесина — ценный строительный материал. Однако доставка спиленного леса затруднена из-за малочисленности хороших дорог.
Высокогорья Новой Гвинеи покрыты кустарниками и лугами. В межгорных котловинах, где климат суше, распространена травянистая растительность, возникшая на месте лесов главным образом в результате пожаров.
Животный мир страны представлен пресмыкающимися, насекомыми и особенно многочисленными птицами. Для фауны млекопитающих, как и в соседней Австралии, характерны лишь представители сумчатых — бандикут (сумчатый барсук), валлаби (древесный кенгуру), кускус и др. В лесах и на побережье много змей, в том числе ядовитых, и ящериц. У морских берегов и в больших реках встречаются крокодилы и черепахи. Из птиц характерны казуары, райские птицы, венценосные голуби, попугаи, сорные куры. Европейцы завезли на остров домашних кур, собак и свиней. Одичавшие свиньи, а также крысы, полевые мыши и некоторые другие животные широко распространились по территории страны.

## История

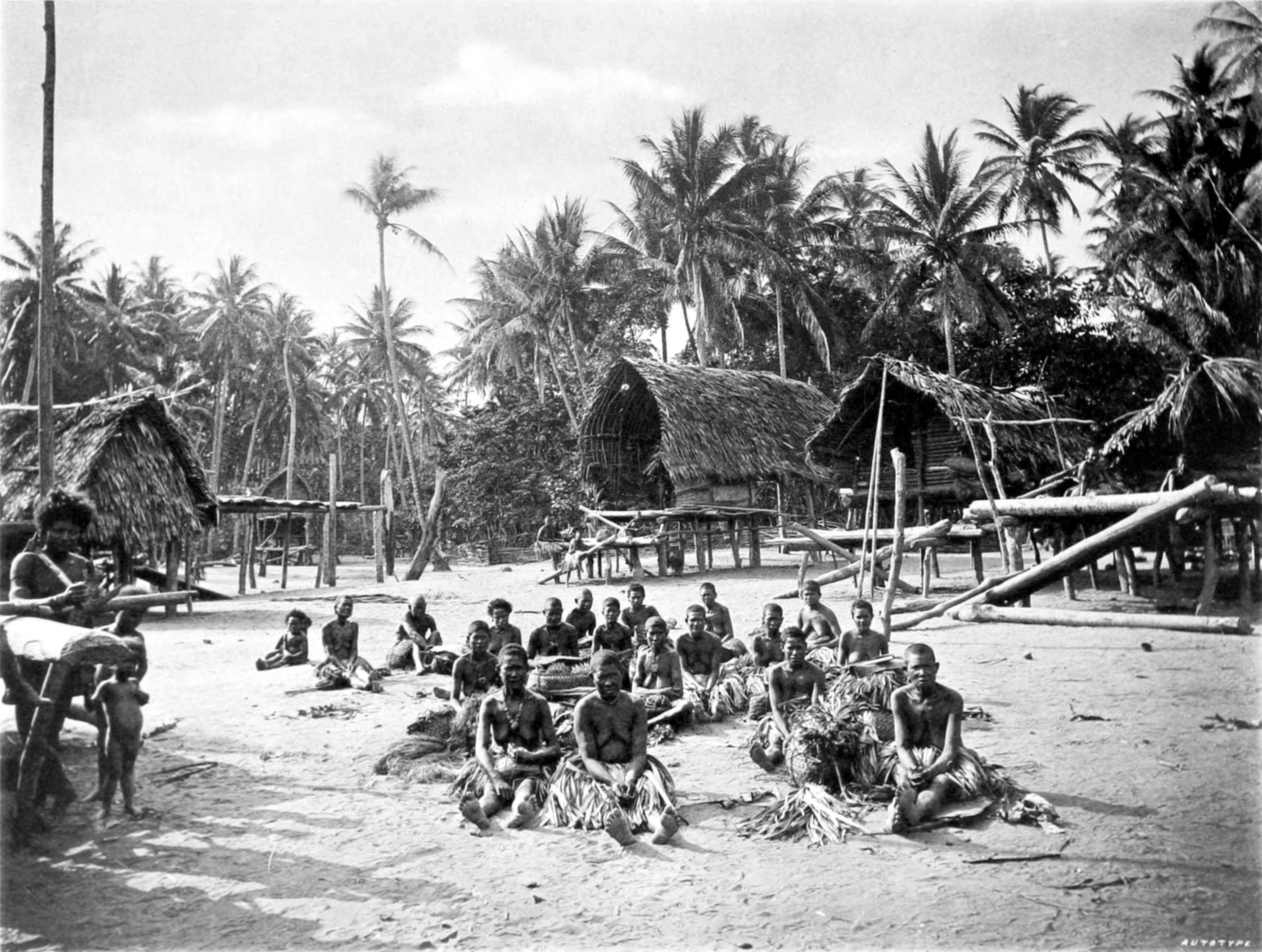
Папуа в 1885 г.

Ко времени европейской колонизации территория нынешней Папуа — Новой Гвинеи была населена папуасами и меланезийцами. Они жили в условиях каменного века, занимаясь охотой, рыболовством и собирательством.
Новая Гвинея была открыта в 1526 году португальским мореплавателем Жоржи ди Менезишем. Название острову дал испанский мореплаватель Иньиго Ортис де Ретес в 1545 году, усмотрев сходство населения с населением африканской Гвинеи.
Исследование острова и проникновение туда европейцев началось лишь в XIX веке. Так, российский исследователь Н. Миклухо-Маклай прожил среди папуасов в общей сложности почти четыре года (в 1870-х и в начале 1880-х годов).
В XIX веке Папуа — Новую Гвинею посещали и другие европейцы — торговцы, китоловы, миссионеры. Европейцы привезли в Папуа — Новую Гвинею первые железные орудия.
С 1884 года юго-восточная часть о. Новая Гвинея (Папуа) находилась под господством Британской империи, которая в начале XX века передала её Австралии.
Северо-восточная часть с прилегающими островами — архипелаг Бисмарка и др. (за этой территорией позже закрепилось название Новая Гвинея) в 1880-х годах была захвачена Германией, после Первой мировой войны, в 1920 году передана Австралии как мандатная территория Лиги Наций (позднее — подопечная территория ООН).
В 1949 обе части (Папуа и Новая Гвинея) в административном отношении были объединены австралийскими властями.
В 1973 году территория Папуа — Новая Гвинея получила внутреннее самоуправление. В сентябре 1975 года стала независимым государством.
В 1988—1997 годах на острове Бугенвиль шла партизанская война — Революционная Армия Бугенвиля боролась за отделение острова от Папуа — Новой Гвинеи. Для борьбы против партизан правительство Папуа — Новой Гвинеи использовало практически все вооружённые силы страны (около 2 тысяч солдат и офицеров), а также попросило о помощи Австралию, приславшую небольшой воинский контингент, и наняло группу профессиональных наёмников. В ходе этой войны погибло около 20 тысяч человек.
В 2012 году секта каннибалов сорвала проведение выборов, терроризируя местное население.

### Хронологическая таблица
| Год  | Дата        | События |
| ---- | ----------- | --- |
| 1824 |             | Голландия объявила земли острова Новая Гвинея западнее 141° в. д. своей собственностью. |
| 1884 | 3 ноября    | Германия объявляет протекторат над северо-восточной частью острова (восточнее 141° в. д.), названной Германская Новая Гвинея.                                                                                                |
| 1884 | 6 ноября    | Великобритания объявляет протекторат над юго-восточной частью острова (восточнее 141° в. д.), названной Британская Новая Гвинея.                                                                                             |
| 1885 | апрель      | Германия устанавливает протекторат над северной частью Соломоновых островов (остров Бука, остров Бугенвиль, остров Шуазёль, остров Шортленд, остров Санта-Исабель, атолл Онтонг-Джава (Лорд-Хау)).                           |
| 1886 |             | Британская Новая Гвинея становится колонией Великобритании. |
| 1899 | 14 ноября   | Германия передаёт атолл Онтонг-Джава, остров Шуазёль, остров Шортленд и остров Санта-Исабель Британскому Протекторату Соломоновых Островов. Остров Бука и остров Бугенвиль введены в состав колонии Германская Новая Гвинея. |
| 1906 | 1 сентября  | Великобритания передала Австралийскому Союзу колонию Британская Новая Гвинея, переименованную в Папуа. |
| 1914 | 11 ноября   | Германская Новая Гвинея оккупирована Австралией, переименована в Северо-Восточную Новую Гвинею. |
| 1920 | 17 декабря  | Австралия получает мандат Лиги Наций на управление Северо-Восточной Новой Гвинеей, названной Территория Новая Гвинея. |
| 1942 | 21 января   | Начало японской оккупации острова Новая Гвинея. |
| 1942 | 10 апреля   | Австралия территориально объединила Папуа и Территорию Новой Гвинеи, под названием — Территория Папуа и Новой Гвинеи. |
| 1949 |             | Административное объединение земель. |
| 1971 | 1 июля      | Австралийские власти дали новое название: Территория Папуа — Новая Гвинея. |
| 1973 | декабрь     | Территория Папуа — Новая Гвинея получила самоуправление. |
| 1975 | 16 сентября | Провозглашено независимое государство Папуа — Новая Гвинея в составе Содружества, принята конституция. |

## Административное деление

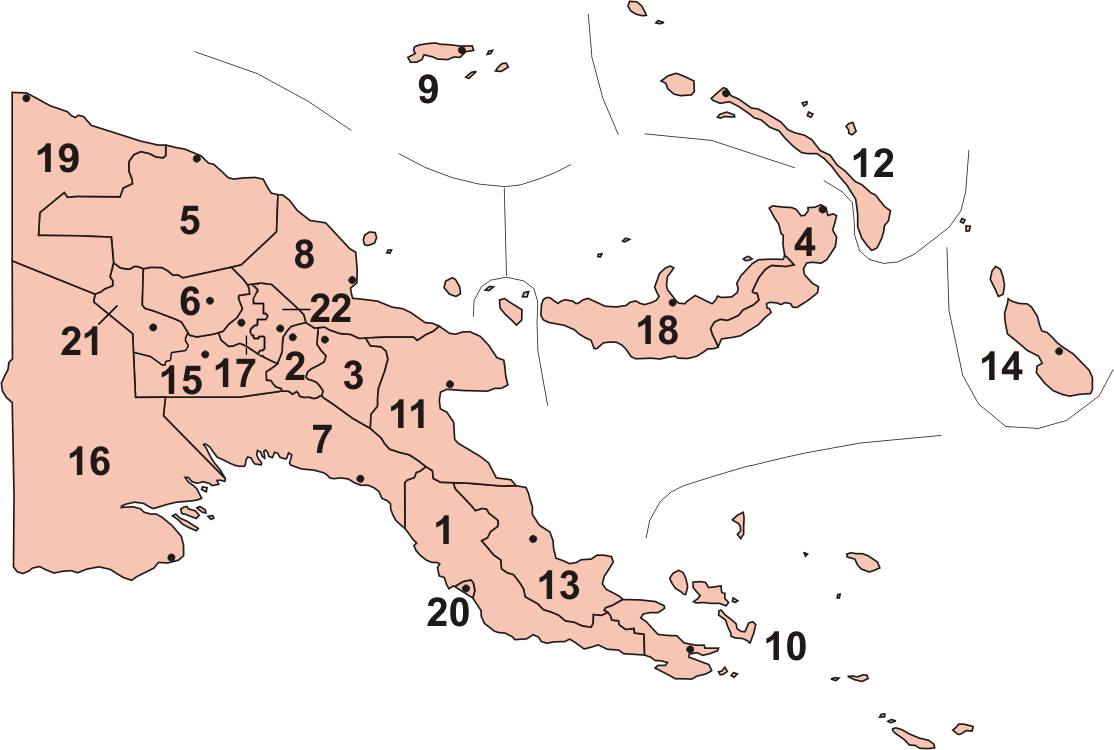
Провинции Папуа — Новой Гвинеи

Папуа — Новая Гвинея разделена на 4 региона, а те на 22 провинции.

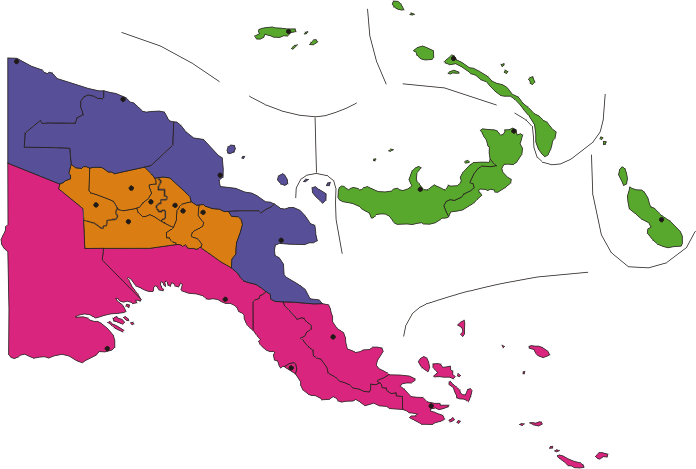
Регионы Папуа — Новой Гвинеи
Регион Хайлендс
Регион Айлендс
Регион Момасе
Регион Папуа

| № | Регион   | Площадь, км² | Население, чел. (2011) | Плотность, чел./км² |
| - | -------- | ------------ | ---------------------- | ------------------- |
| 1 | Айлендс  | 56 427       | 1 096 543              | 19,43               |
| 2 | Момасе   | 142 311      | 1 867 657              | 13,12               |
| 3 | Папуа    | 199 270      | 1 456 250              | 7,31                |
| 4 | Хайлендс | 63 732       | 2 854 874              | 44,79               |
|   | Всего    | 461 740      | 7 275 324              | 15,76               |

| №  | Флаг | Провинция                    | Административный центр | Площадь, км² | Население, чел. (2011) | Плотность, чел./км² | Регион   |
| -- | ---- | ---------------------------- | ---------------------- | ------------ | ---------------------- | ------------------- | -------- |
| 1  |      | Центральная                  | Порт-Морсби            | 29 561       | 269 756                | 9,13                | Папуа    |
| 2  |      | Симбу                        | Кундиава               | 6 134        | 376 473                | 61,37               | Хайлендс |
| 3  |      | Истерн-Хайлендс              | Горока                 | 11 147       | 579 825                | 52,02               | Хайлендс |
| 4  |      | Восточная Новая Британия     | Кокопо                 | 15 280       | 328 369                | 21,49               | Айлендс  |
| 5  |      | Восточный Сепик              | Вевак                  | 43 671       | 450 530                | 10,32               | Момасе   |
| 6  |      | Энга                         | Вабаг                  | 11 730       | 432 045                | 36,83               | Хайлендс |
| 7  |      | Галф                         | Керема                 | 34 550       | 158 197                | 4,58                | Папуа    |
| 8  |      | Маданг                       | Маданг                 | 28 970       | 493 906                | 17,05               | Момасе   |
| 9  |      | Манус                        | Лоренгау               | 1 913        | 60 485                 | 31,62               | Айлендс  |
| 10 |      | Милн-Бей                     | Алотау                 | 14 196       | 276 512                | 19,48               | Папуа    |
| 11 |      | Моробе                       | Лаэ                    | 33 762       | 674 810                | 19,99               | Момасе   |
| 12 |      | Новая Ирландия               | Кавиенг                | 9 581        | 194 067                | 20,26               | Айлендс  |
| 13 |      | Оро                          | Попондетта             | 22 608       | 186 309                | 8,24                | Папуа    |
| 14 |      | Автономный регион Бугенвиль  | Арава                  | 9 357        | 249 358                | 26,65               | Айлендс  |
| 15 |      | Саутерн-Хайлендс             | Менди                  | 15 098       | 510 245                | 33,80               | Хайлендс |
| 16 |      | Западная (Флай)              | Дару                   | 98 115       | 201 351                | 2,05                | Папуа    |
| 17 |      | Уэстерн-Хайлендс             | Маунт-Хаген            | 4 323        | 362 850                | 83,93               | Хайлендс |
| 18 |      | Западная Новая Британия      | Кимбе                  | 20 296       | 264 264                | 13,02               | Айлендс  |
| 19 |      | Сандаун (Западный Сепик)     | Ванимо                 | 35 908       | 248 411                | 6,92                | Момасе   |
| 20 |      | Национальный столичный округ | Порт-Морсби            | 240          | 364 125                | 1517,19             | Папуа    |
| 21 |      | Хела                         | Тари                   | 10 500       | 249 449                | 23,76               | Хайлендс |
| 22 |      | Дживака                      | Миньи                  | 4 800        | 343 987                | 71,66               | Хайлендс |
|    |      | Всего                        |                        | 461 740      | 7 275 324              | 15,76               |          |

### Новые провинции
17 мая 2012 года созданы две новые провинции Хела и Дживака. Они отделены соответственно от провинций Саутерн-Хайлендс и Уэстерн-Хайлендс.

## Культура

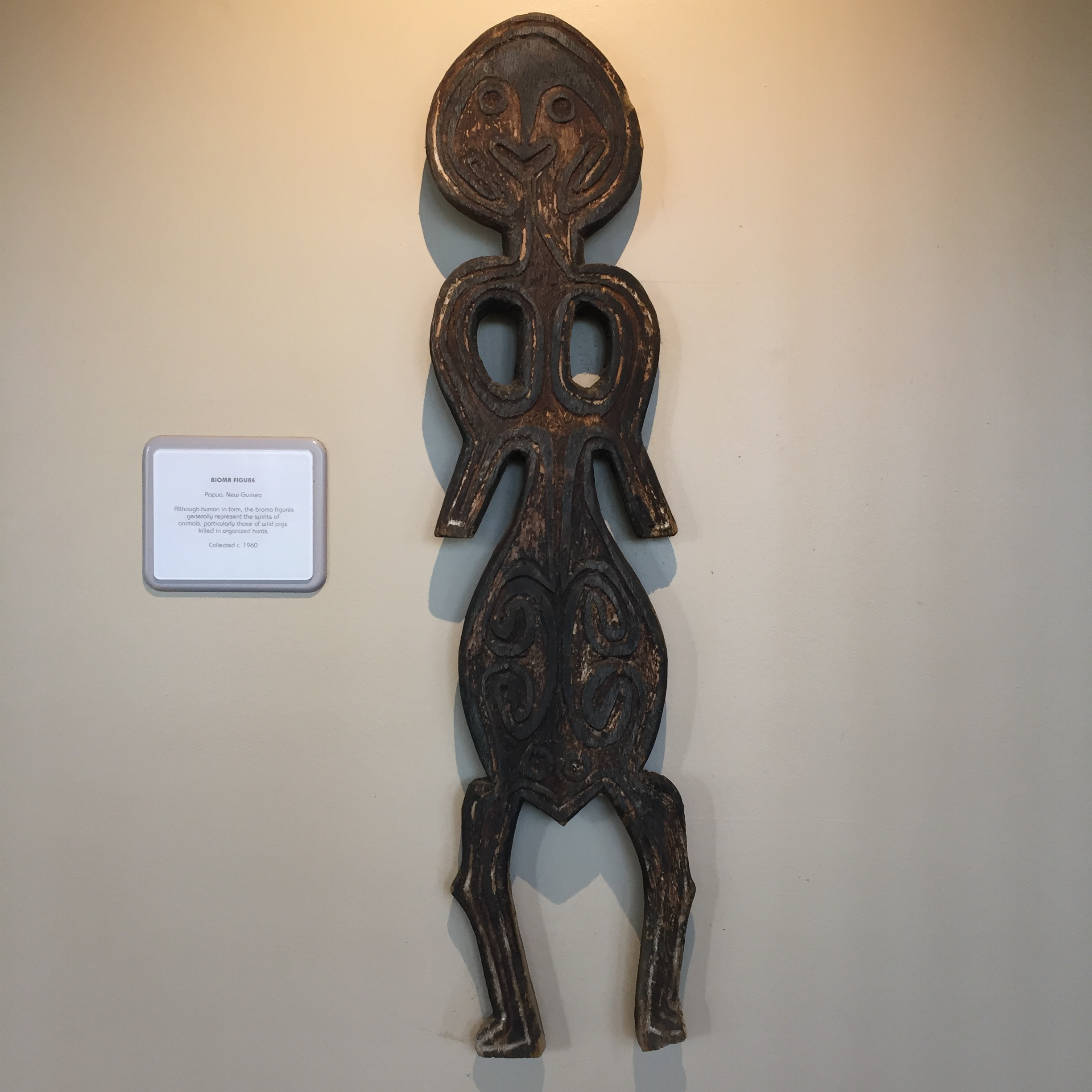
Вырезанные из дерева фигуры

На реке Сепик существует всемирно известная традиция резьбы по дереву. Эти резчики создают формы растений или животных, потому что они верят, что это их предки и потому что они чувствуют себя красивыми. Они также создают традиционные портреты черепа. Также в коллекциях музеев мира широко представлены малаганские художественные традиции Новой Ирландии.

## Население
| 1960       | 1961       | 1962       | 1963       | 1964       | 1965       | 1966       | 1967       | 1968       | 1969       | 1970       | 1971       |
| ---------- | ---------- | ---------- | ---------- | ---------- | ---------- | ---------- | ---------- | ---------- | ---------- | ---------- | ---------- |
| 1 966 957  | ↗2 001 048 | ↗2 037 164 | ↗2 075 629 | ↗2 116 831 | ↗2 161 102 | ↗2 208 421 | ↗2 258 876 | ↗2 313 016 | ↗2 371 514 | ↗2 434 754 | ↗2 503 073 |
| 1972       | 1973       | 1974       | 1975       | 1976       | 1977       | 1978       | 1979       | 1980       | 1981       | 1982       | 1983       |
| ↗2 576 093 | ↗2 652 585 | ↗2 730 859 | ↗2 809 692 | ↗2 888 510 | ↗2 967 620 | ↗3 047 769 | ↗3 130 125 | ↗3 215 483 | ↗3 304 188 | ↗3 395 798 | ↗3 489 402 |
| 1984       | 1985       | 1986       | 1987       | 1988       | 1989       | 1990       | 1991       | 1992       | 1993       | 1994       | 1995       |
| ↗3 583 707 | ↗3 677 854 | ↗3 771 592 | ↗3 865 448 | ↗3 960 314 | ↗4 057 467 | ↗4 157 903 | ↗4 261 797 | ↗4 369 087 | ↗4 480 243 | ↗4 595 761 | ↗4 715 929 |
| 1996       | 1997       | 1998       | 1999       | 2000       | 2001       | 2002       | 2003       | 2004       | 2005       | 2006       | 2007       |
| ↗4 841 020 | ↗4 970 823 | ↗5 104 516 | ↗5 240 941 | ↗5 379 226 | ↗5 518 971 | ↗5 660 267 | ↗5 803 302 | ↗5 948 461 | ↗6 095 959 | ↗6 245 797 | ↗6 397 623 |
| 2008       | 2009       | 2010       | 2011       | 2012       | 2013       | 2017       | 2020       |            |            |            |            |
| ↗6 550 877 | ↗6 704 829 | ↗6 858 945 | ↗7 012 977 | ↗7 167 010 | ↗7 321 262 | ↗8 251 162 | ↗8 935 000 |            |            |            |            |

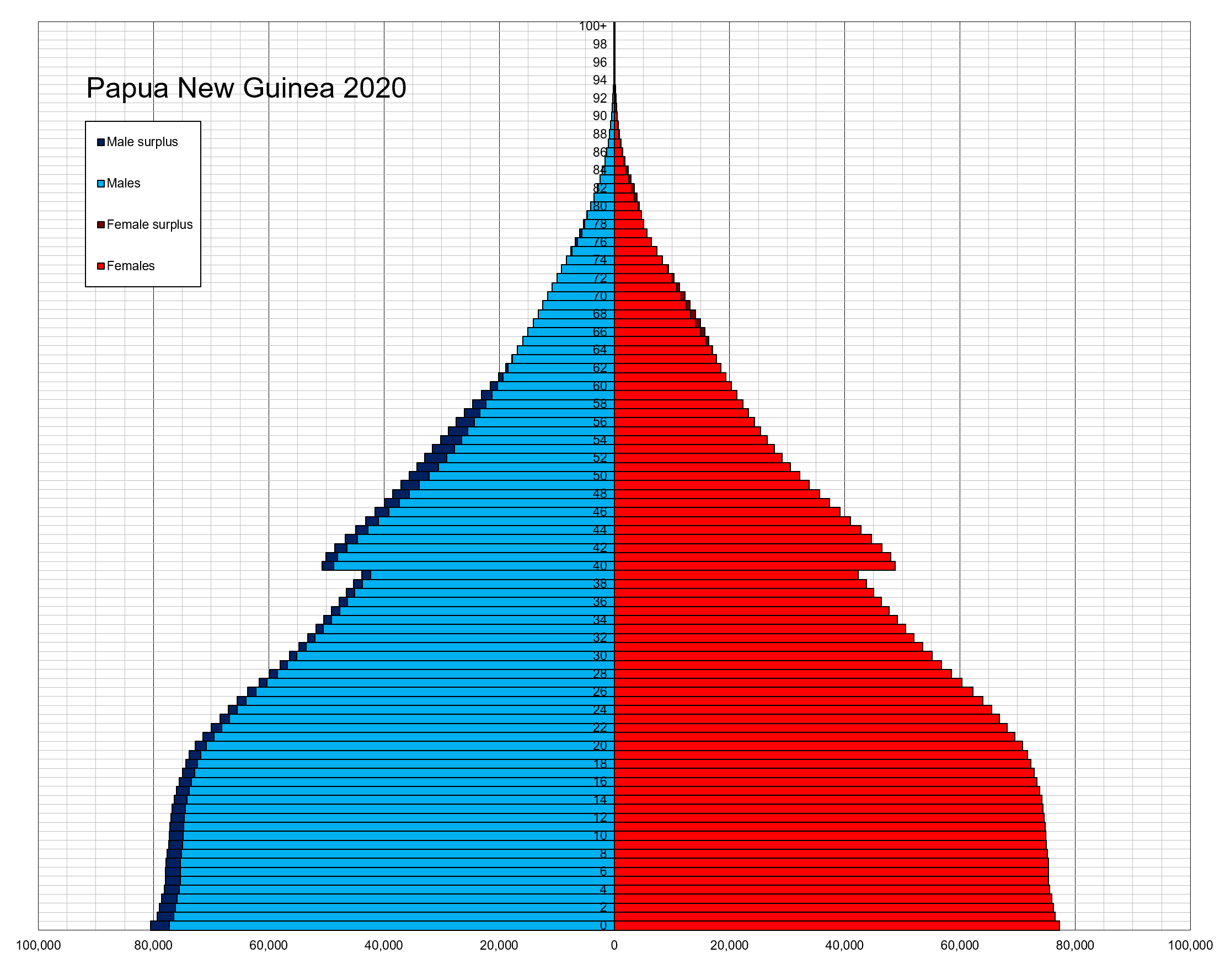
Возрастно-половая пирамида населения Папуа — Новой Гвинеи на 2020 год

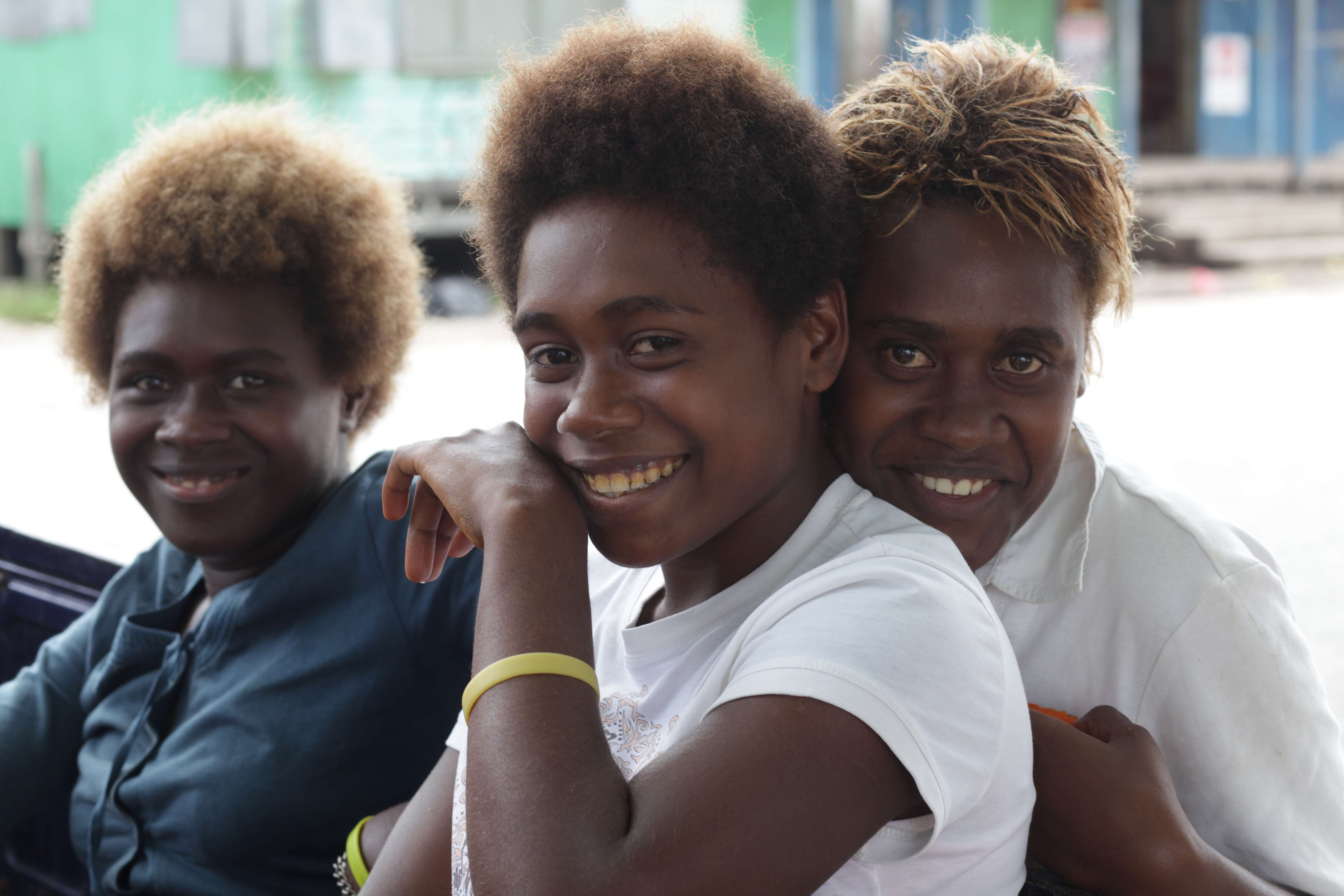
Девушки из Папуа

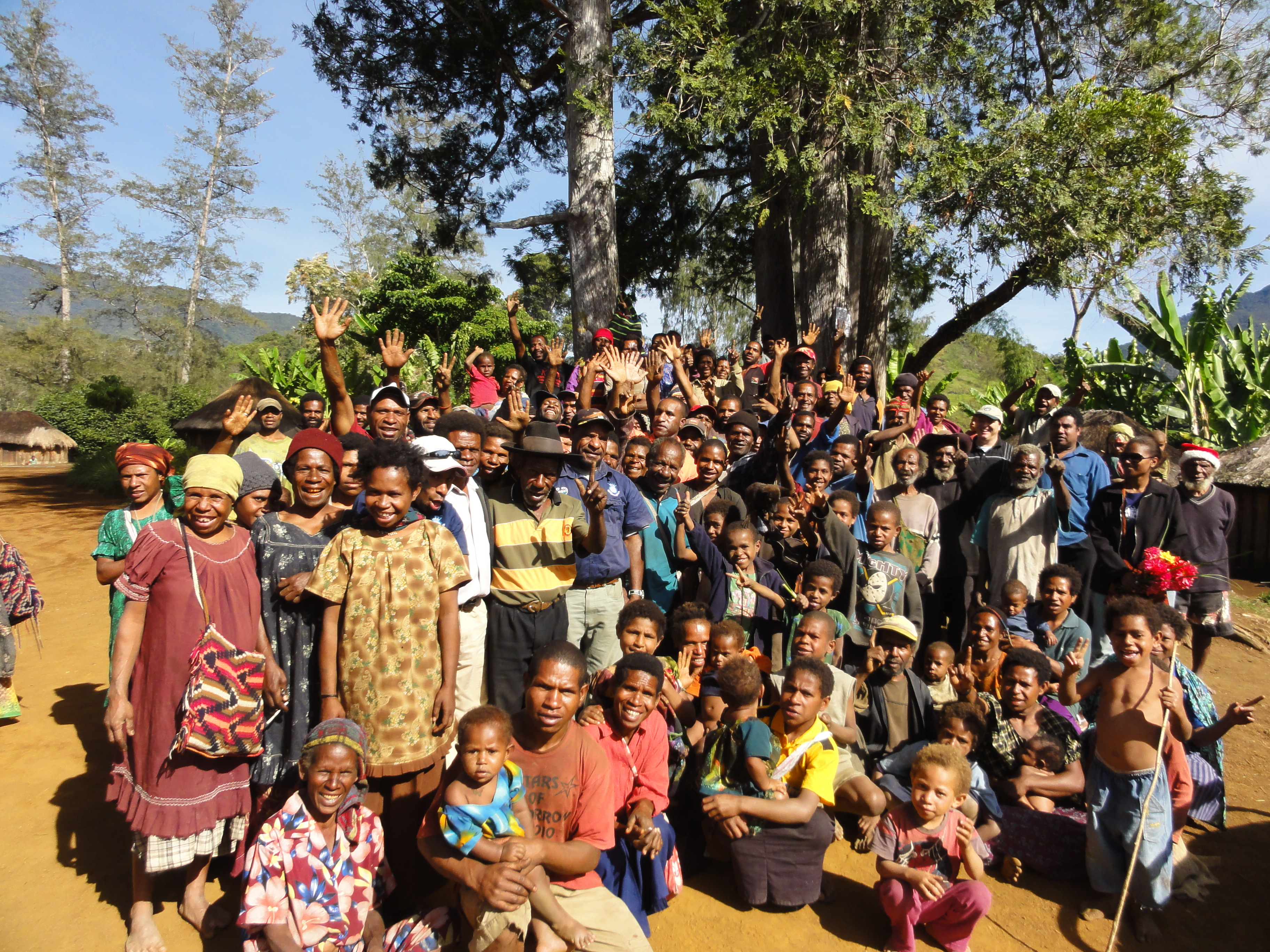
Население папуасского города Горока

Население Папуа — Новой Гвинеи составляет 8 947 027 человек по данным на 2020 год.

### Урбанизация
По состоянию на 2021 год население Папуа — Новой Гвинеи сконцентрировано в высокогорьях и на восточных прибрежных районах острова Новая Гвинея; практически всё население страны сельское, только пятая часть населения проживает в городских районах; лишь 13,5 % населения Папуа — Новой Гвинеи проживает в городах.

### Возрастная и половая структура населения
- 0—14 лет: 31,98 % (мальчики 1 182 539 / девочки 1 139 358);
- 15—24 лет: 19,87 % (мужчины 731 453 / женщины 711 164);
- 25—54 лет: 37,68 % (мужчины 1 397 903 / женщины 1 337 143);
- 55—64 лет: 5,83 % (мужчины 218 529 / женщины 204 717);
- 65 лет и старше: 4,64 % (мужчины 164 734 / женщины 171 916) (показатели за 2020 г.)[37].

Средний возраст
- Общий показатель: 24 года
- Мужчины: 24 года
- Женщины: 24 года (показатели за 2020 год)[37].

Рост численности населения
- Численность населения с 2020 по 2021 выросла на 1,61 %;
- Коэффициент рождаемости: 22,08;
- Коэффициент смертности: 5,97;
- Чистая миграция составляет 0 мигранта на 1000 жителей (91-е место в мире, по данным за 2021 год)[37].

Половой состав населения
- При рождении: 1,05 мужск. / женск.
- 0—14 лет: 1,04 мужск. / женск.
- 15—24 лет: 1,03 мужск. / женск.
- 25—54 лет: 1,05 мужск. / женск.
- 55—64 лет: 1,07 мужск. / женск.
- 65 лет и более: 0,96 мужск. / женск.
- Соотношение из общей численности: 1,04 мужск. / женск. (по данным на 2020 год)[37].

Коэффициент младенческой смертности
- Общий показатель: 40,33 смертей /1000 рождений
- Мужской пол: 45,32 смертей /1000 рождений
- Женский пол: 35,09 смертей /1000 рождений (по данным 2021 год)[37].

Средняя ожидаемая продолжительность жизни
- Общий показатель: 69,86 лет
- Мужчины: 67,37 лет
- Женщины: 72,48 лет (по данным на 2021 год)[37].

Суммарный коэффициент рождаемости
Суммарный коэффициент рождаемости на 2021 год — 2,79 рождений на женщину.

### Этнический состав населения
Этно-расовый состав — меланезийцы, папуасы, негрито, микронезийцы, полинезийцы.

### Языковой состав населения
Это страна с наибольшим количеством в мире языков (около 12 % от общего количества языков в мире), на многих из которых говорят менее 1000 человек. Одно из объяснений — отсутствие сообщения между народностями, живущими в долинах, отгороженных горами. Имеется свыше 839 аборигенных языков.
Официальные языки: ток писин (самый распространённый), английский (знает 1—2 %), хири моту (знает менее 2 %).

### Религия
Протестантизм — 64,3 % (лютеране — 18,4 %, адвентисты — 12,9 %, пятидесятники — 10,4 %, Объединённая церковь Папуа — Новой Гвинеи — 10,3 %, евангелисты — 5,9 %, англикане — 3,2 %, баптисты — 2,8 %, армия спасения — 0,4 %); католики — 27 %; другие христиане — 5,3 %; другие религии — 1,4 %; нет данных — 3,1 % (оценка 2011 г.).

### Образование
Согласно данным The World Factbook, определяющей грамотность, как процент населения в возрасте 15 лет и старше умеющего читать и писать, по состоянию на 2015 год 64,2 % населения Папуа — Новой Гвинеи; мужчин — 65,6 %, женщин — 62,8 %, было грамотно.

## Политическая система
По своему строю — конституционная монархия. Основной закон — Конституция Папуа — Новой Гвинеи. Глава государства — король Карл III, представляемый генерал-губернатором (с 28 февраля 2017 года — Боб Дадае). Генерал-губернатор назначается королем по выбору парламента Папуа — Новой Гвинеи.
Парламент — однопалатный, 109 мест, из них 89 депутатов избираются населением на 5 лет, ещё 20 — назначаются от провинций.
Представлены в парламенте:
- Национальный альянс — 30 мест;
- Партия Папуа — Новой Гвинеи — 8 мест;
- Народное действие — 6 мест;
- Пангу — 5 мест;
- Народное демократическое движение — 5 мест;
- Партия объединённых ресурсов — 5 мест;
- Партия народного прогресса — 5 мест;
- Народный национальный конгресс — 5 мест.

12 партий имеют в парламенте от 4 до 1 места, и 16 депутатов — беспартийные. Состав партийных фракций часто меняется, поскольку депутаты меняют партийную принадлежность. Всего перед парламентскими выборами в июле 2007 года в Папуа — Новой Гвинее были официально зарегистрированы 45 политических партий.

## Внешняя политика
Внешняя политика Папуа — Новой Гвинеи заключается в тесных связях с Австралией и другими традиционными союзниками, а также кооперативных отношениях с соседними странами. Её взгляды на международные политические и экономические вопросы, как правило, умеренные. Папуа — Новая Гвинея имеет дипломатические отношения с 56 странами.
Папуа — Новая Гвинея входит в ряд региональных организаций, в их числе:
- Азиатско-Тихоокеанское экономическое сотрудничество (АТЭС);
- Азиатский банк развития
- Региональный форум АСЕАН (АРФ) В формате АСЕАН+2 (Австралия и Новая Зеландия) — Папуа — Новая Гвинея является членом-наблюдателем АСЕАН;
- Восточноазиатский саммит (EAS) — Папуа — Новая Гвинея выступает в качестве потенциального кандидата
- Восточноазиатское сообщество[англ.] (ВАС) — Папуа — Новая Гвинея — кандидат
- Секретариат тихоокеанского сообщества или Комиссия для стран южной части Тихого океана (КЮТО);
- Форум тихоокеанских островов (ФОТО);
- План Коломбо;
- Содружество наций;
- Секретариат тихоокеанского сообщества;
- Азиатско-Тихоокеанский совет сотрудничества по безопасности[англ.] (АТССБ);
- Южно-Тихоокеанская региональная программа по защите окружающей среды и др.

### Отношения со странами

#### Австралия
Отношения с Австралией обострились в 2006 году, когда премьер-министр Майкл Сомаре был обвинён в пособничестве побегу Джулиана Моти на Соломоновы острова. Моти был объявлен в розыск в Австралии по серьёзному обвинению в предполагаемых преступлениях на сексуальной почве по отношению к детям. В отместку австралийское правительство запретило Сомаре въезд в Австралию; все переговоры между Канберрой и Порт-Морсби были приостановлены. В сентябре 2007 года наступила оттепель в отношениях, и в декабре 2007 года новый премьер-министр Австралии Кевин Радд встретил сэра Майкла на Бали. Радд объявил: «Эти отношения пережили очень трудный период за последнее время. В действительности имело место замораживание контактов между правительствами на уровне министров двух стран. Я не верю, что это приемлемый вариант для будущих отношений».

#### Куба
В конце 2000-х годов Папуа — Новая Гвинея начала укреплять свои отношения с Кубой. Куба оказывает медицинскую помощь стране. В сентябре 2008 года правительство Папуа — Новой Гвинеи организовало первую встречу министров Кубы и тихоокеанских островов в Гаване, направленную на «укрепление сотрудничества» между Кубой и тихоокеанскими островными странами, в частности в борьбе с последствиями изменения климата.

#### Фиджи
Дата начала отношений: 1976.
По состоянию на ноябрь 2005 года, отношения с Тихоокеанским соседом Фиджи были напряжёнными, так как определённое число наёмников с Фиджи действовали нелегально на острове Бугенвиль, вооружая и подготавливая ополчение.

#### Франция
Официальные дипломатические отношения были установлены в 1976 году. Папуа — Новая Гвинея является членом Специального комитета ООН по деколонизации. Французское правительство отметило, что оно находит «умеренным» отношение Порт-Морсби по вопросу деколонизации Новой Каледонии — которая, как и Папуа — Новая Гвинея, находится в Меланезии. Национальное собрание Франции поддерживает дружественные отношения с Папуа — Новой Гвинеей.

#### Индонезия
Индонезия имеет с Папуа — Новой Гвинеей сухопутную границу протяжённостью 760 километров, которая держит в напряжённости дипломатические отношения в течение многих десятилетий. Индонезия представлена в Папуа — Новой Гвинее посольством в городе Порт-Морсби и консульством в Ванимо.

#### Китайская Народная Республика
Независимое Государство Папуа — Новая Гвинея и Китайская Народная Республика (КНР) установили официальные дипломатические отношения в 1976 году, вскоре после получения независимости Папуа — Новой Гвинеей. Две эти страны в настоящее время поддерживают дипломатические, экономические и в меньшей степени военные отношения. Отношения между странами являются достаточно тёплыми, Китай является крупным инвестором, а также оказывает помощь в развитии Папуа — Новой Гвинеи.

#### Филиппины
В марте 2009 года Филиппины и Папуа — Новая Гвинея заключили Меморандум о взаимопонимании (МоВ), который усилит сотрудничество между двумя странами в сфере развития рыбного хозяйства. Меморандум будет способствовать передаче технологий в развитии аквакультуры, продвижению судоходных предприятий, инвестиций, технической подготовки, совместных исследований, и «стратегического дополнения» планов каждой страны в «Коралловом треугольнике». В том же году Папуа — Новая Гвинея обратилась к Филиппинам за помощью в содействии вступлению её в АСЕАН.

#### Великобритания
Папуа — Новая Гвинея и Великобритания находятся под правлением короля Карла III. Дипломатические отношения с Соединенным Королевством установлены с 1975 года, когда Папуа — Новая Гвинея получила независимость от Австралии.

#### США
США и Папуа — Новая Гвинея подписали «Договор между США и тихоокеанскими островами на многосторонний промысел тунца», согласно которому США выплачивает 63 млн долларов в год островам, а они предоставляют доступ США к их рыболовным судам. США также поддерживает усилия Папуа — Новой Гвинеи в области защиты биоразнообразия; Международной инициативы по коралловым рифам, направленной на защиту рифов в тропических странах, таких как Папуа — Новая Гвинея.

#### Папуа — Новая Гвинея и Содружество Наций
Папуа — Новая Гвинея является государством-членом Содружества Наций с 1975 года, когда она получила независимость от Австралии.
Папуа — Новая Гвинея является членом Британского содружества, и в других государствах-членах этой организации его посольства возглавляют «высшие комиссары» в ранге посла.

## Вооружённые силы
Вооружённые силы Папуа — Новой Гвинеи комплектуются на добровольной контрактной основе лицами мужского пола в возрасте от 16 лет (с согласия родителей и после окончания 12 классов школы), принудительный призыв не осуществляется.

## Экономика
Папуа — Новая Гвинея весьма богата природными ресурсами, однако их использование затруднено из-за условий местности и высоких затрат на развитие инфраструктуры. Тем не менее, разработка месторождений медной руды, золота и нефти даёт почти две трети валютных доходов.
ВВП на душу населения в 2017 году — 2782 долларов (158-е место в мире).
Промышленность (37 % ВВП) — добыча и переработка нефти, добыча золота, серебра, медной руды, обработка копры, производство пальмового масла, обработка древесины, строительство.
Сельское хозяйство (33 % ВВП, 85 % работающих) — кофе, какао, копра, кокосы, чай, сахар, каучук, сладкий картофель, фрукты, овощи, ваниль; морепродукты, птица, свиньи.
Сфера обслуживания — 30 % ВВП.

### Внешняя торговля
Экспорт — 8,522 млрд долл. в 2017 — сжиженный природный газ, нефть, золото, медная руда, никель, кобальт, пальмовое масло, кофе, какао, копра, специи (куркума, ваниль, имбирь и кардамон), морепродукты.
Основные покупатели экспорта: Австралия — 18,9 %, Сингапур — 17,5 %, Япония — 13,8 %, Китай — 12,7 %, Филиппины — 4,7 %, Нидерланды — 4,2 %, Индия — 4,2 %.
Импорт — 1,878 млрд долл. в 2017 — машины, оборудование и транспортные средства, промышленные товары, продукты питания, топливо, химикаты.
Основные поставщики импорта: Австралия — 30,1 %, Китай — 17,3 %, Сингапур — 10,2 %, Малайзия — 8,2 %, Индонезия — 4 %.
Входит в международную организацию Стран Африки, Карибского бассейна и Тихоокеанского региона.

## Социальная сфера

### Нарушения гражданских прав
Претензии мировых правозащитников вызывают случаи применения полицией силы к детям, издевательств над детьми и сексуального насилия над ними в полицейских участках. Детям, пострадавшим от полицейских травм, нередко не предоставляется медицинская помощь. Сохраняется практика ритуальных убийств женщин, подозреваемых в колдовстве. По статистике, две трети женщин в Папуа — Новой Гвинее постоянно подвергаются семейному насилию; половина женщин, по опросам, сталкивалась с сексом по принуждению. Колдовство преследуется по закону. Обычно случаи колдовства разбирают сельские суды, которые относятся к подсудимым заведомо предвзято. Против такой практики выступают местные правозащитники и католическая церковь. Были случаи пропажи без вести и убийств правозащитных активистов — в том числе и тех, кто выступает за права женщин.

### Преступность

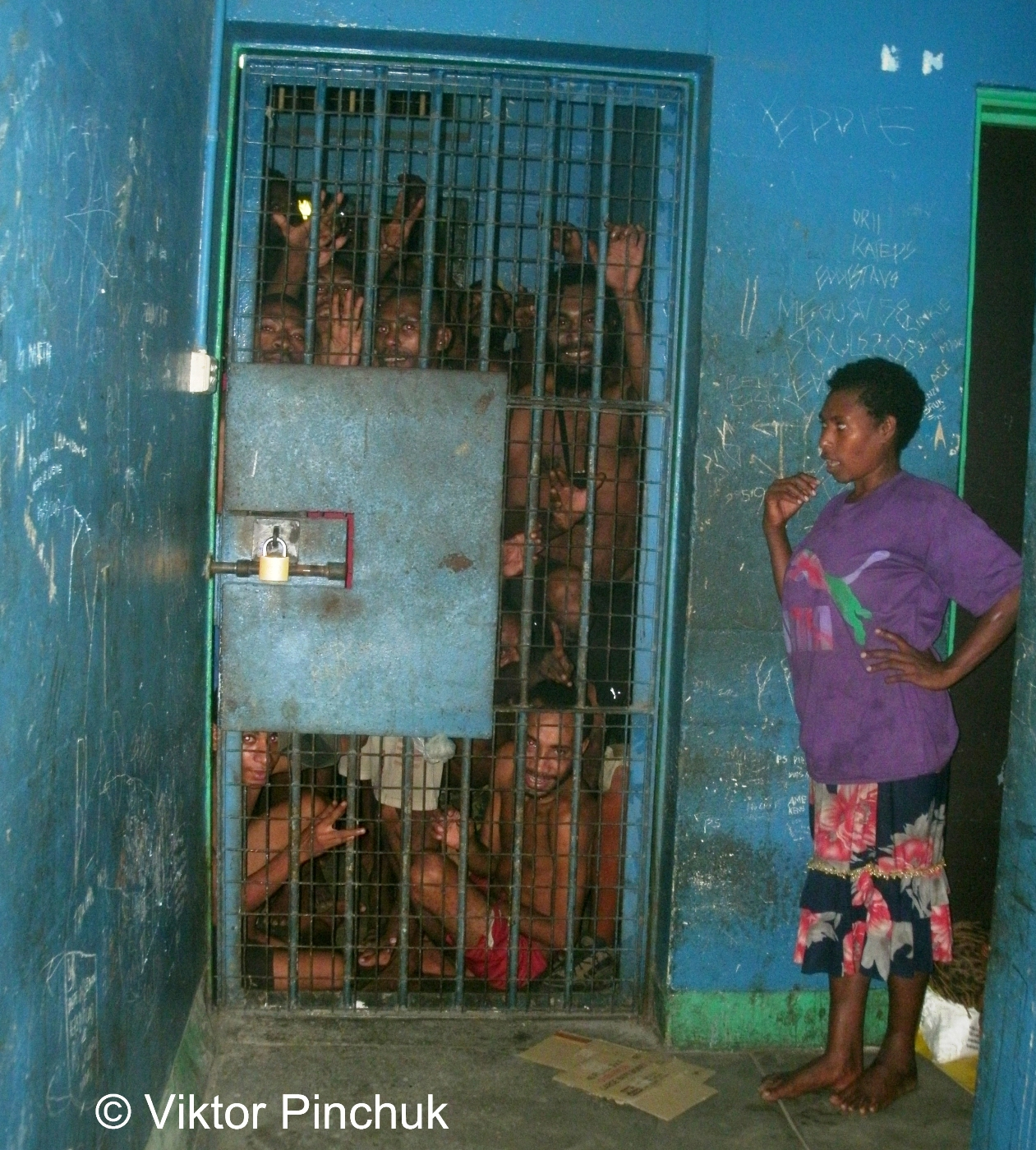
Задержанные, в полицейском участке города Лаэ

По данным Программы ООН по населённым пунктам, уровень преступности в целом по стране довольно высок, что «является одной из самых серьёзных проблем, влияющих на развитие городов и управление в Папуа — Новой Гвинее».
Особенно криминогенными являются крупные города (например, Порт-Морсби, Лаэ), что во многом объясняется наличием в этих городах такого социально-криминального феномена, как рэсколизм.

### Смертная казнь
Смертная казнь в стране была запрещена с 1954 по 1991 год, в 1991 году парламент ввёл смертную казнь за умышленное убийство, но фактически действует мораторий, ни одной смертной казни за этот период не было приведено в исполнение. Однако убийство матерью четырёх своих детей в 2009 году подняло в обществе вопрос о снятии моратория.

### Закон о колдовстве
Закон о колдовстве был принят в Папуа — Новой Гвинее в 1971 году. Хотя он не утверждает, что на самом деле существуют колдуны и колдовство, в тексте этого акта установлено, что люди, считающие себя «заколдованными», не отвечают за свои действия. Это положение используется как смягчающее обстоятельство на суде в случаях, когда предполагаемого колдуна убивают. Зачастую жертвами самосуда в связи с обвинениями в колдовстве становились пришлые из других племён женщины, не имеющие родственников. В феврале 2013 года в городе Маунт-Хаген был совершён самосуд над 20-летней девушкой. Её обвинили в убийстве мальчика с помощью колдовства, после чего родственники ребёнка сожгли заживо подозреваемую на глазах у толпы. Представители ООН осудили содеянное. В 2012 году в стране орудовала секта охотников на ведьм, которые убивали колдунов обоих полов и поедали фрагменты их тел. По словам членов банды, отличать колдуна от обычного человека им помогали духи. Из-за действий каннибалов властям страны даже пришлось продлить проходившие в стране выборы, так как многие жители боялись идти на избирательные участки, из опасения, что их съедят.
В апреле 2013 года премьер-министр Папуа — Новой Гвинеи Питер О’Нил пообещал отменить закон о колдовстве, действующий на территории страны. В мае того же года сообщалось, что этот правовой акт в государстве отменён; кроме того, власти страны приняли решение после перерыва в 60 лет возобновить смертную казнь в попытке остановить волну насильственных преступлений.